# 조지프 버드
조지프 헌터 버드 주니어(영어: Joseph Hunter Byrd Jr., 1937년 12월 19일~)는 미국의 작곡가, 음악가이자 학자이다. 1960년대 초중반 뉴욕과 로스앤젤레스에서 실험 음악 작곡가로 이름을 알린 후 록 음악에 전자 음악과 과격한 정치적 가사를 접목해 짧지만 혁신적이라는 평을 받은 밴드 유나이티드 스테이츠 오브 아메리카의 리더가 되었다. 1968년 음반 《The American Metaphysical Circus》은 조 버드 앤드 필드 히피스(영어: Joe Byrd and the Field Hippies)에서 발매됐다. 음악 프로듀서, 편곡가 그리고 사운드트랙 작곡가로 활동한 이후에는 대학교에서 음악사와 이론을 가르치고 있다.

## 어린 시절
버드는 미국 켄터키주 루이빌에서 태어났으며 아버지가 멕시코 국경 근처 광산을 인수하면서 애리조나주 투손으로 이사했다. 누나인 엘리자베스 버드는 추후 작가로 활동했다. 십대 시절 버드는 팝 및 컨트리 밴드에서 아코디언과 비브라폰을 연주하고 편곡을 시작했으며, 일부 지역 TV 쇼에서 공연을 했다. 버드는 애리조나 대학교에 재학하며 첫 재즈 콰르텟을 결성해 바니 차일즈와 함께 작곡을 공부했다. 이후 스탠퍼드 대학교 솔니트 펠로십에서 작곡 대학원 공부를 시작하며 라 몬테 영을 처음 만났고, 그곳에서 인근 캘리포니아 대학교 버클리의 대학원생이었던 테리 라일리와 스티브 라이히를 만났다.